# Niżnia Międzyścienna Polana

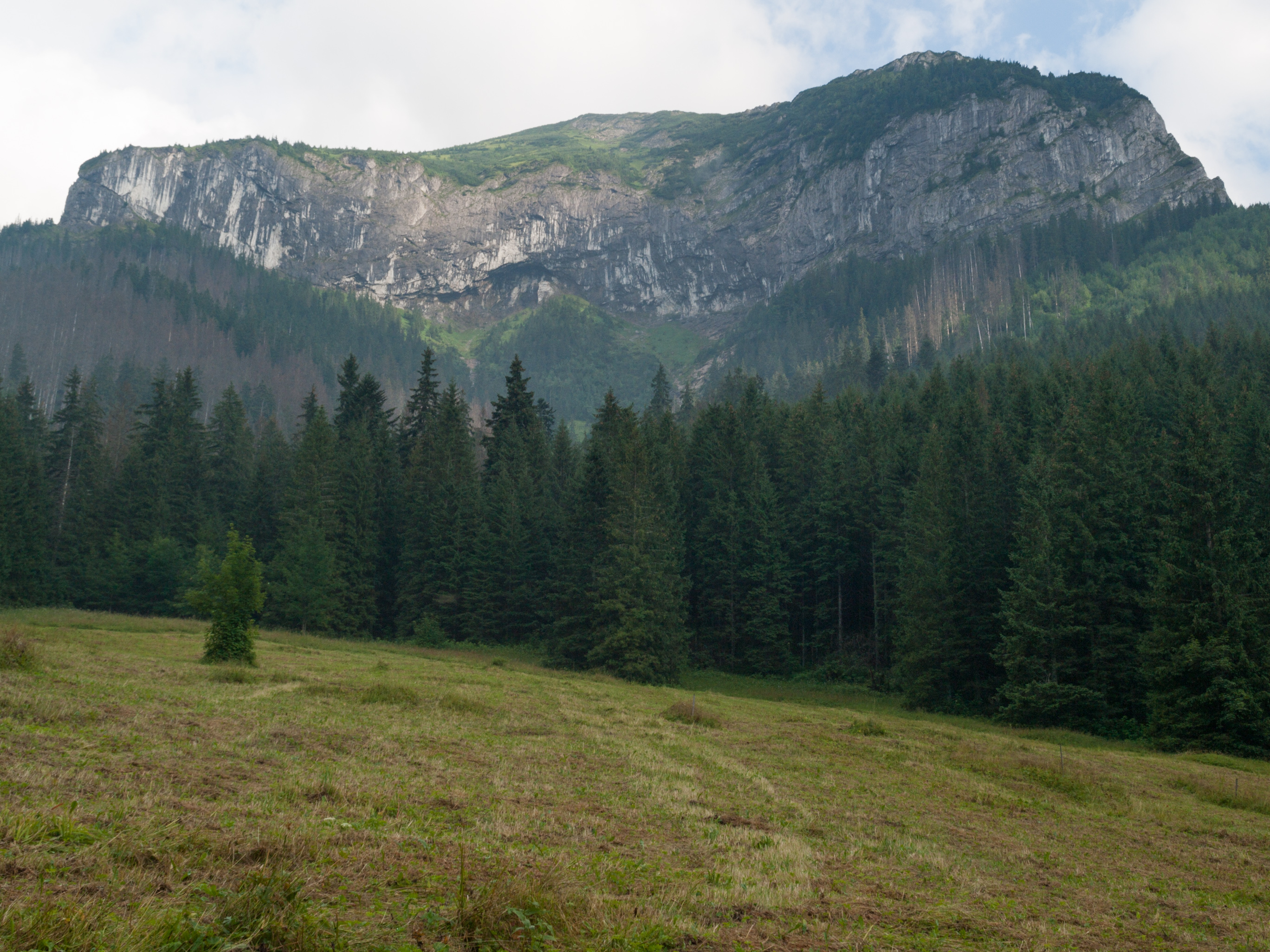
Murań ponad polaną

Niżnia Międzyścienna Polana – polana w słowackich Tatrach Bielskich. Znajduje się na dnie środkowej części Doliny między Ściany, zaraz za ostrym zakrętem, jaki dolina ta tworzy między zboczami Murania i Kiczory. Położona jest na wysokości około 1050 m i przepływa przez nią Międzyścienny Potok. Powyżej niej, za wąskim pasem lasu znajduje się dużo większa Wyżnia Międzyścienna Polana. Dawniej obydwie polany stanowiły całość, Witold Henryk Paryski w Wielkiej encyklopedii tatrzańskiej opisuje je jako Międzyścienna Polana. Nową nazwę polan utworzył Władysław Cywiński w 4 tomie przewodnika Tatry.
Polana była dawniej użytkowana przez górali z Jurgowa. Mieli oni tutaj szopy na bydło i szałasy. Po II wojnie światowej całkowicie zniesiono wypas polany, a całe Tatry Bielskie uzyskały status obszaru ochrony ścisłej. Do polany prowadzi z Jaworzyny Tatrzańskiej droga asfaltowa, ale wjazd na nią dopuszczony jest tylko dla pojazdów uprawnionych. Przez dolinę brak szlaków turystycznych.